# Copiula exspectata
Copiula exspectata és una espècie de granota de la família Microhylidae que viu a Indonèsia.